# Esmeralda Mitre
Esmeralda Mitre (Buenos Aires, 14 de mayo de 1982) es una actriz, empresaria y personaje mediático argentino. Es chozna (hija del tataranieto) del ex Presidente de la Nación Argentina y fundador del diario La Nación, Bartolomé Mitre.

## Biografía
Esmeralda Mitre nació en Buenos Aires, el 14 de mayo de 1982. Es hija de Blanca Isabel Álvarez de Toledo (nieta de Federico Álvarez de Toledo) y de Bartolomé Luis Mitre (director del diario La Nación hasta la fecha de su muerte), y descendiente de Bartolomé Mitre.
En televisión estuvo en Taxxi,amores cruzados, por Telefe, y Guapas, por Canal 13, donde interpretó el papel de Dolores Hasting. Darío Lopérfido, su entonces esposo, fue designado director del Teatro Colón. Dicho nombramiento provocó reacciones de quienes cuestionan, entre otras cosas, que no tenía ningún antecedente probado para el puesto, y también se cuestionó su acceso al cargo después de su casamiento con Esmeralda Mitre, atribuyéndole su designación a dicha unión.
Durante el año 2020 fue participante del Cantando 2020, transmitido por El Trece, conducido por Ángel de Brito y Laurita Fernández.

## Vida personal
En 2014 se casó con el ex Secretario de Cultura de la Nación, Darío Lopérfido, luego de ocho años de relación. Se divorciaron en 2018.

## Denuncia contra la DAIA
He vivido una situación desagradable como mujer y como víctima de un pedido de dinero improcedente. Para que sucesos así no vuelvan a repetirse con otra persona lo he hecho conocer a quienes correspondía a fin de que se tomaran las medidas pertinentes. Dichas medidas ya han sido tomadas. Como no busco ni el estrépito público ni la venganza, no voy a hacer declaraciones ni a proporcionar detalles sobre los hechos, ni tampoco quisiera iniciar acciones legales. Defiendo mi privacidad y mi carrera artística, que ha sido construida sobre la base del trabajo honesto y no del escándalo.

Tras ello la DAIA atacó a Mitre tildandola de antisemita informó que «su Consejo Directivo ha solicitado la renuncia de su presidente, Ariel Cohen Sabban, a partir de los hechos de público conocimiento. El vicepresidente 1°, Alberto Indij, asumirá la presidencia de la entidad». La renuncia de Cohen Sabban se hizo efectiva el lunes 7 de mayo.Tras hacerse pública la denuncia y los audios de acoso de Cohen la modelo Ursula Vargués contó que a ella Cohen Sabban igualmente trató de visitarla, a solas, en su domicilio, pero ella se negó. A esto se sumaron maestras de la escuela Talpiot, de la que Cohen Sabban fue presidente, que revelaron tentativas de hostigamiento sexual en su momento. El titular de la DAIA se aprovechaba de que tenía enorme poder en la escuela y las maestras y empleadas vivían el temor de perder su trabajo. La diputada Victoria Donda ratificó también una denuncia contra el presidente de la entidad judía. Cohen Sabban le dijo que debería viajar a Alemania «con 10 o 12 estudiantes» para «pagar el daño» que habían ocasionado sus dichos. «Me dijo que me iba a salir unos 80 mil dólares.
En tanto la Delegación de Asociaciones Israelitas Argentinas (DAIA) salió a respaldar a Cohen luego de que la institución, que ostenta la representación política de la comunidad judía en el país, emitirse una declaración atacando a Mitre.

## Televisión
| Ficciones                        | Ficciones                   | Ficciones          | Ficciones                      | Ficciones  |
| Año                              | Título                      | Personaje          | Notas                          | Canal      |
| -------------------------------- | --------------------------- | ------------------ | ------------------------------ | ---------- |
| 2001                             | EnAmorArte                  | Esmeralda Schultz  | Elenco recurrente              | Telefe     |
| 2002                             | Máximo corazón              | Valentina          | Participación especial         | Telefe     |
| 2003                             | Costumbres argentinas       | Sabina             | Participación especial         | Telefe     |
| 2004                             | Floricienta                 | Lucía Warner       | Participación especial         | El Trece   |
| 2006                             | Soy tu fan                  | Cloe               | Participación especial         | Canal 9    |
| 2007                             | Los cuentos de Fontanarrosa | Adriana            | Episodio: «Una playa desierta» | TV Pública |
| 2009                             | Valientes                   | Amparo Oviedo      | Participación especial         | El Trece   |
| 2013                             | Taxxi, amores cruzados      | Carla Barrientos   | Elenco de reparto              | Telefe     |
| 2014-2015                        | Guapas                      | Dolores Hasting    | Antagonista                    | El Trece   |
| 2016-2017                        | Por amarte así              | Camila Escobedo    | Coprotagonista                 | Telefe     |
| Programas de TV y Realities show |                             |                    |                                |            |
| Año                              | Título                      | Rol                | Notas                          | Canal      |
| 2018                             | Bailando por un Sueño       | Participante       | 11.ª eliminada                 | El Trece   |
| 2019                             | Incorrectas                 | Panelista invitada |                                | América TV |
| 2020                             | Cantando por un Sueño       | Participante       | 8.ª eliminada                  | El Trece   |
| 2023                             | Bendita                     | Panelista invitada |                                | elnueve    |

## Cine
| Cine | Cine                     | Cine             | Cine                |
| Año  | Título                   | Personaje        | Dirección           |
| ---- | ------------------------ | ---------------- | ------------------- |
| 2004 | Dolores de casada        | Sol              | Juan Manuel Jiménez |
| 2011 | Nocturnos                | Novia despechada |                     |
| 2011 | Vaquero                  | Andrea           | Juan Minujín        |
| 2013 | La vida anterior         | Úrsula           | Ariel Broitman      |
| 2014 | Amapola                  | Sisí             | Eugenio Zanetti     |
| 2016 | Hija única               | Berenice         | Santiago Palavecino |
| 2020 | Almendras para la abuela | Beatris          | María Alché         |

## Plataformas digitales
| Web  | Web                        | Web        | Web                                                         | Web       |
| Año  | Título                     | Personaje  | Notas                                                       | Difunsión |
| ---- | -------------------------- | ---------- | ----------------------------------------------------------- | --------- |
| 2016 | #BucandoLaCanción by Chano | Ella misma | Apariciónes especiales en docu-reality de Chano Charpentier | You Tube  |

## Teatro
| Año  | Título                     | Personaje           | Dirección           |
| ---- | -------------------------- | ------------------- | ------------------- |
| 2013 | Incendios                  | Janine              | Sergio Renán        |
| 2018 | Hamlet                     | Ophelia             | Juan Carlos Gené    |
| 2020 | No soy yo, soy vos         | Lucia "La concheta" | Atilio Veronelli    |
| 2022 | Princesas, 50 años después | Cenicienta          | Pepe Cibrián Campoy |

## Cortometrajes
| Año  | Título    | Dirección    |
| ---- | --------- | ------------ |
| 2013 | Incendios | Sergio Renán |

## Videos musicales
| Año  | Canción    | Banda   | Álbum discográfico                             | Rol        |
| ---- | ---------- | ------- | ---------------------------------------------- | ---------- |
| 2021 | Tan bonita | Piso 21 | El amor en los tiempos del perreo/Warner Music | Ella misma |